# Amuse, Inc.
Amuse, Inc. (株式会社アミューズ Kabushikigaisha Amyūzu?) es una compañía de entretenimiento japonesa que brinda servicios de gestión de artistas. Los artistas incluyen gravure idols, músicos, y así sucesivamente.
Amuse produce programas de televisión y radio, películas comerciales y películas. Otros intereses se encuentran en publicaciones, software de música y negocios de agentes de patentes. El museo privado Amuse Museum, ubicado en Asakusa, Tokio, es propiedad de la compañía. Cuenta con ukiyo-e y pantallas textiles. 

## Historia
Amuse inc se creó en 1978 cuando firmó con la banda de rock Southern All Stars. Poco después, en 1981, Amuse inc creó su filial de producción y distribución de películas Amuse Cinema City Inc. y produjo Morning Moon Wa Sozatsu Ni (protagonizada por Shin Kishida) ese mismo año, seguido por Aiko 16 sai (1983). En 1983, Amuse inc firmó con la actriz Yasuko Tomita. Al año siguiente, Amuse inc abrió su filial en los Estados Unidos.
Amuse Video Inc se creó en 1990 como la filial de producción/ventas de software de video del grupo Amuse inc. En 1995, Amuse creó una empresa conjunta Ayers inc en una empresa conjunta con Bandai, y abrió su primera sala de cine. En 2000, Amuse inc abrió su filial coreana. El 20 de septiembre de 2001, Amuse inc figuraba en la Bolsa de Valores de Osaka. Su película distribuida El pianista ganó la Palma de Oro en el Festival de Cine de Cannes 2002.
En 2004, Amuse inc abrió las tiendas de internet Ambra. En 2007, estableció su sello musical Taishita en una empresa conjunta con Victor Entertainment. En 2008, el grupo invirtió en Brussels Co. Ltd., una compañía que desarrolla bares de cerveza belgas. En 2009, el grupo lanzó su subsidiaria Amuse Edutainment Inc. En 2012, se creó Amuse Singapore. Amuse pretendía darle una segunda vida al J-pop promocionando las bandas Flumpool y WEAVER. En 2013, produjo y distribuyó la película The Eternal Zero. En 2015, se creó Amuse France inc.
En enero de 2016, Amuse estableció una asociación con New Japan Pro-Wrestling, un evento en el que Amuse inc debe acciones. En los Estados Unidos, Amuse lanzó J-Creation para desarrollar lazos entre las potencias de producción japonesas y estadounidenses. En octubre de 2018, Amuse USA lanzó Apocryphia: The Legend of Babymetal.

## Otras explotaciones

### Amuse Models
Amuse Models es una división de Amuse. Amuse Models fue fundada en 2004, su división Kids a veces se llama Amuse Kids. 
En 2014, Amuse se fusionó con Will Corporation y luego estableció una agencia de modelos que ahora consiste principalmente en talento adolescente. Los talentos que pertenecieron a Amuse después de su fusión con Will Corporation incluyen a Juri Ueno y Yuriko Yoshitaka. 

### Participaciones de capital
- A-Sketch - empresa conjunta con KDDI
- Taishita Label Music - empresa conjunta con Victor Entertainment
- Amuse Soft Entertainment: se fusionó con Amuse en 2015
- Amuse Quest
- Amuse Books: se fusionó con Amuse en 2003
- Amuse Video - vendido a Toshiba
- Divertir edutainment
- Geishin Creative Tokyo
- TOKYO FANTASY Inc.
- Ayers Inc. - se fusionó con Amuse en 2015
- J-Feel
- Brussels Co., Ltd.
- Kirei Inc (Estados Unidos)
- Divierte a Corea
- Producción de arte teatral de Beijing Geishin
- Geishin Creative Shanghai
- Visualización en vivo de Japón